# Luis Cousiño
Luis Cousiño Squella (Santiago, 1835-Chorrillos, Perú, 19 de mayo de 1873) fue un empresario, político y filántropo chileno y esposo de la legendaria empresaria y terrateniente Isidora Goyenechea.

## Biografía
Fue el único hijo del matrimonio de Matías Cousiño Jorquera y de su primera esposa María del Loreto Squella y Lopetegui, que falleció en el parto. Su padre, seis años después de enviudar, se casó en 1841 con María de la Luz Gallo Zavala, viuda de Ramón Ignacio Goyenechea de la Sierra, que había sido socio de Matías en los negocios del carbón, y que tenía dos hijos: Eleuterio e Isidora Goyenechea.

La unión de las fortunas de las familias Cousiño y Goyenechea se consolidó gracias a que el joven se enamoró de Isidora Goyenechea, con quien se casó en 1855. Ese mismo año, su padre creó la sociedad comercial Cousiño e Hijo (1855), que administró los yacimientos de carbón en Coronel y de Lota.
Luis e Isidora tuvieron siete hijos: Alfredo (fallecido a corta edad), Luis Alberto, Carlos Roberto, Luis Arturo, Adriana, Loreto y María Luz.

### Empresario y político
Tras la muerte de su padre en 1863, heredó toda la fortuna familiar y expandió las actividades empresariales a la extracción de cobre y plata en Chañarcillo. Además, desarrolló la industria vitivinícola en la viña Cousiño Macul. Entre otros negocios, fomentó la industria de la seda en Chile e invirtió en electricidad. Incentivó la cría de salmones que él mismo echó en el río Valdivia. 
En 1870, recibió de parte del Estado los terrenos de los Campos de Marte, un llano ubicado al sur de Santiago utilizado para ejercicios militares y la instalación de las ramadas durante las Fiestas Patrias. Cousiño contrató diversos paisajistas y arquitectos europeos, particularmente al urbanista Arana Bórica, para la remodelación del terreno con el fin de regalarlo a la ciudad. Finalmente, en 1873, el año de su muerte, fue abierto a la comunidad bajo el nombre de Parque Cousiño (en 1971 fue rebautizado en honor al libertador Bernardo O'Higgins).
Fue patrono de las artes e influyó en la venida a Chile del pintor francés Raymond Monvoisin. Ocupó la presidencia del Club de la Unión durante varios años.
Miembro del Partido Liberal, fue elegido diputado por Lautaro para el periodo 1864-1867 (pero el 15 de diciembre de 1864 se incorporó a la Cámara su suplente, Pedro José Barros Morán) y más tarde, por Santiago (1870-1873); reelegido, falleció antes de la inauguración de este nuevo período.

### Muerte y herencia

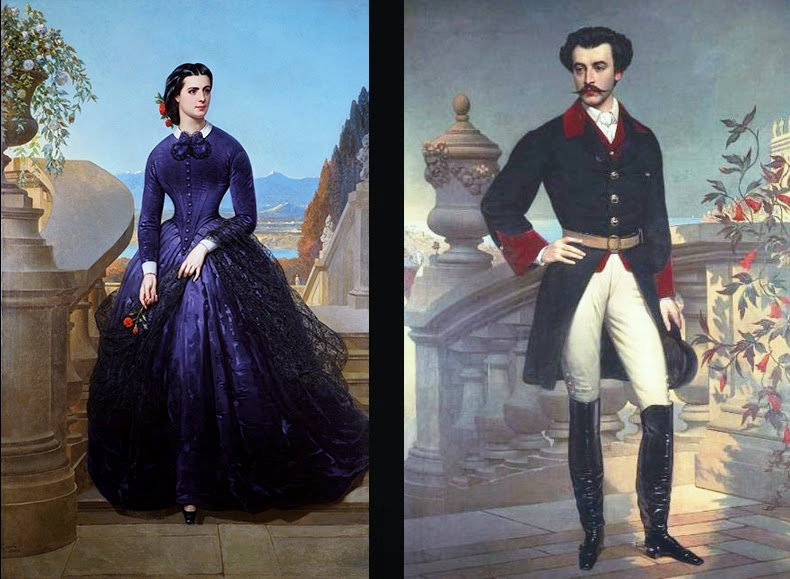
Isidora Goyenechea y Luis Cousiño, retratados por Joseph-Désiré Court

Murió debido a una tuberculosis fulminante a los 38 años de edad, cuando se encontraba en la localidad peruana de Chorrillos.
A su muerte en 1873, su viuda Isidora Goyenechea se hizo cargo de los negocios familiares, a los cuales se fueron incorporando paulatinamente los hijos. Después del fallecimiento de Isidora, acaecido en 1897, la repartición de los bienes la hizo en 1900 el abogado Germán Riesco, que fue nombrado presidente de Chile al año siguiente. 
- (Luis) Alberto (Santiago, 20 de agosto de 1856-París, 1917) se hizo cargo de las minas de plata de Chañarcillo. Casado con María Luisa Sébire y Diot, con descendencia en la que se encuentra Micaela Cousiño Quiñones de León.
- Carlos (9 de abril de 1859-1932) heredó las industrias mineras del carbón, posteriormente fundó la primera industria de vidrios del país y dotó de agua potable a Lota.
- (Luis) Arturo (1860-1902) heredó el palacio de Santiago, sus caballerizas y la extensa hacienda de Macul, que incluía la viña; creó con un socio la cervecería "Gubler y Cousiño", que tuvo un tiempo el monopolio cervecero de la zona central y de Bolivia y que después de una fusión daría origen a la Compañía de Cervecerías Unidas.
- Adriana (1864-31 de mayo de 1948) Adolecía de una enfermedad mental por lo que fue privada de la administración de su fortuna, cuyo curador fue su hermano Carlos, que la multiplicó; nunca se casó, y era famosa por sus extremadamente generosos aportes a la iglesia e instituciones de caridad[3] Vivió soltera y en compañía de empleados y sus familias en la desaparecida Casona Cousiño de Avenida José Pedro Alessandri número 14. Hoy en su nombre existe la Fundación "Adriana Cousiño".
- Loreto (1868-1949) obtuvo propiedades y acciones de la compañía de Lota; más tarde, junto a su marido Ricardo Lyon, erigió el barrio El Golf.
- María Luz, la menor de las hijas, que había entrado al convento parisino de las asuncionistas, murió repentinamente en 1903 en Roma y su fortuna de alrededor de 40 millones de francos acaparó las portadas de los diarios europeos por el pleito provocado por la herencia.[4]

## Galería

Carte de visite tomada por el famoso fotógrafo Serguéi Levitski
Foto en un baile dado por el político e historiador Manuel Antonio Tocornal
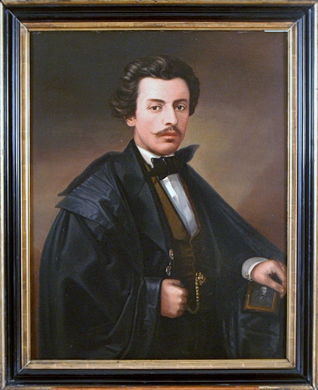
En la mano izquierda, un daguerrotipo de su padre
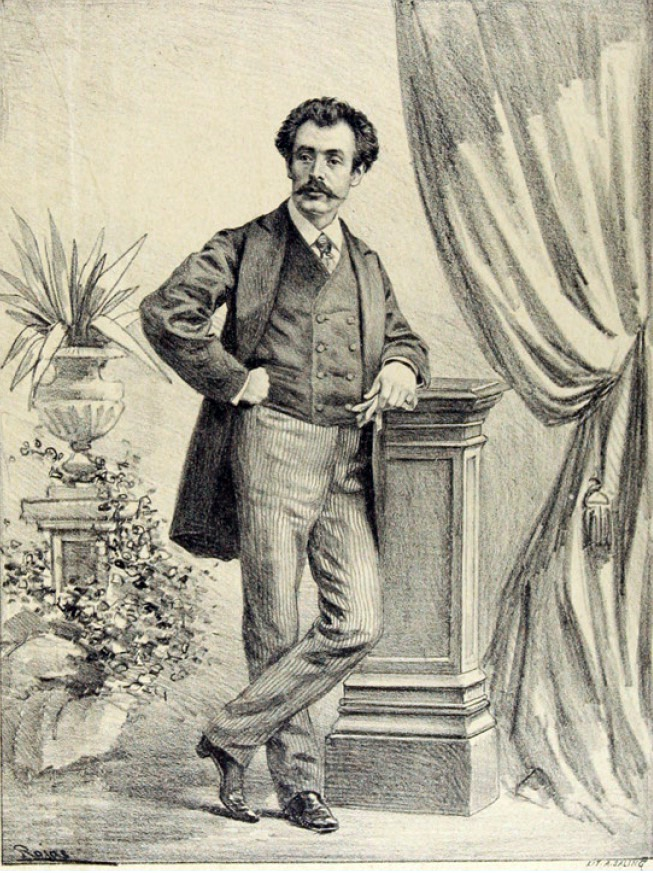
Dibujo de Luis Fernando Rojas, 1889

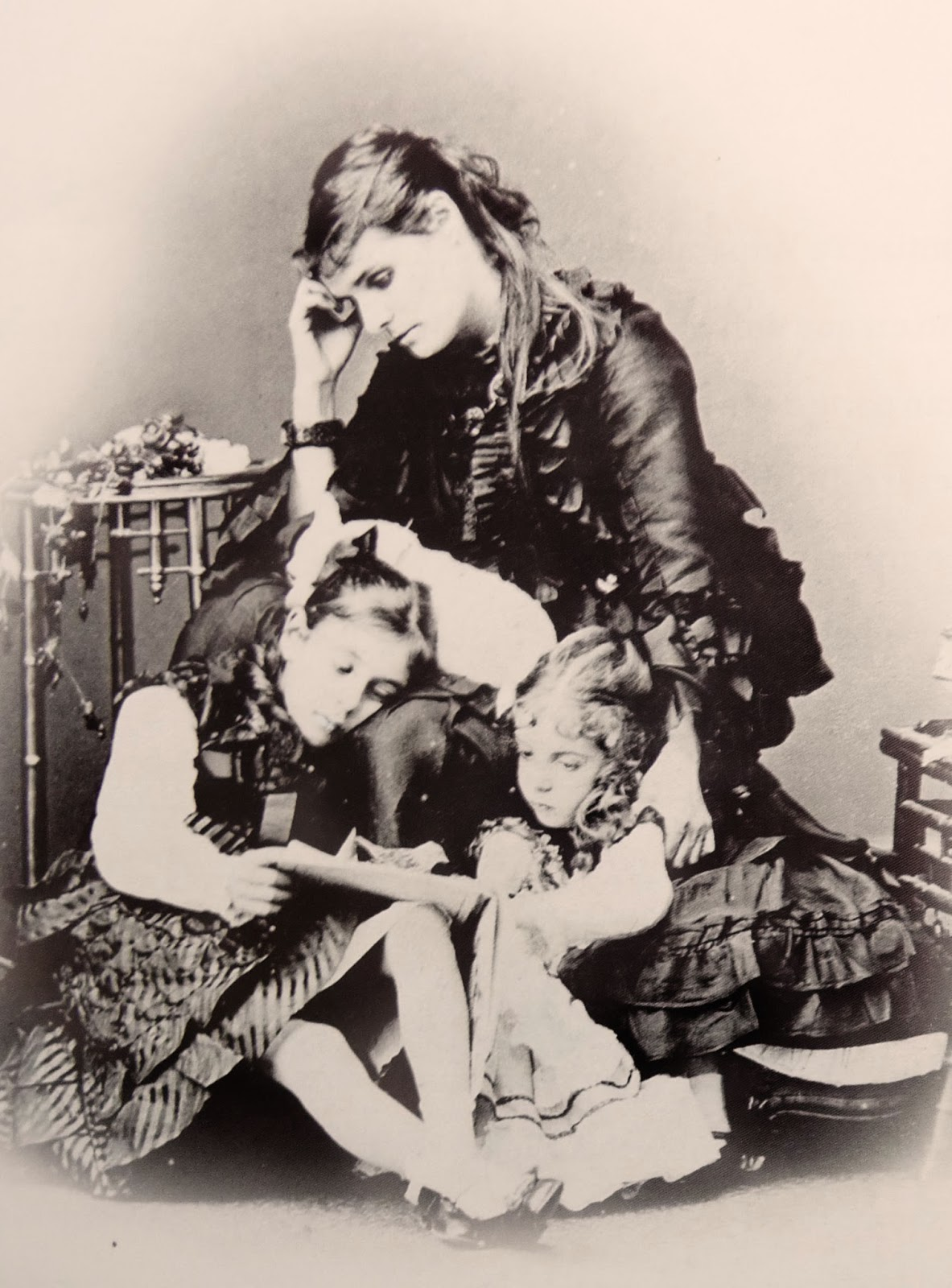
Su esposa Isidora con sus hijas Adriana y Loreto
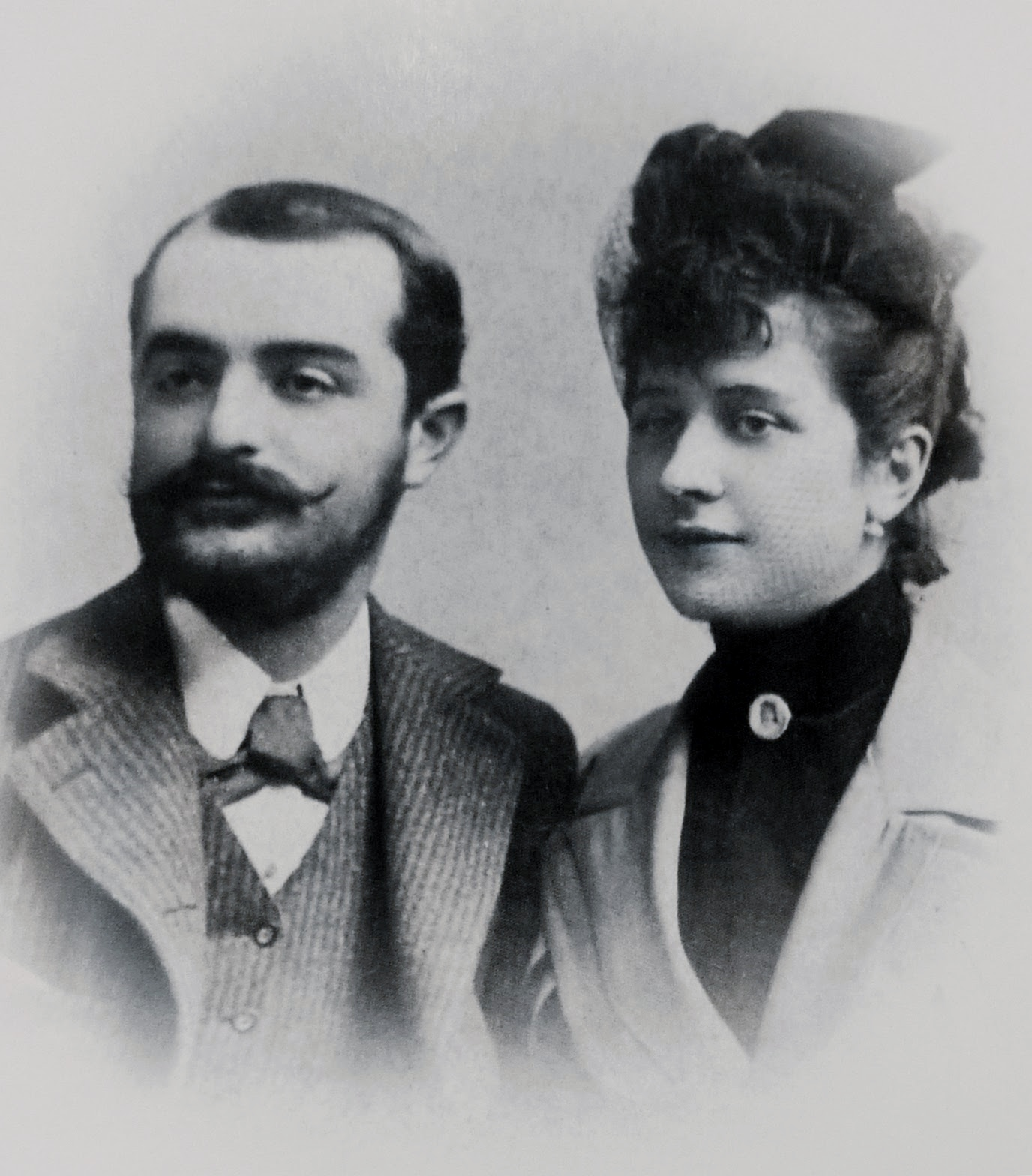
Arturo Cousiño con su esposa Olga Lyon
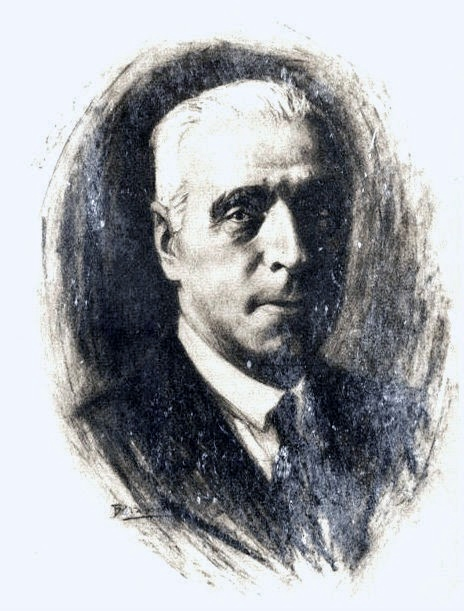
Carlos Cousiño
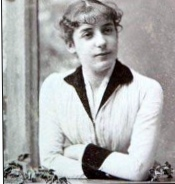
Loreto Cousiño, quien se casaría con Ricardo Lyon